# Premier Livre des Chroniques
Pour les articles homonymes, voir Chronique.
Le  Premier Livre des Chroniques est un livre de l'Ancien Testament. Dans le canon hébreu originel, le Premier et le Deuxième Livre des Chroniques étaient assemblés dans un ouvrage, les Livres des Chroniques.
Une chronique (du mot grec chronicon) signifie un recueil de faits rapportés dans l'ordre de leur succession dans le temps. Le titre grec de ce livre dans la traduction des Septante est paraleipomenon, ce qui signifie « choses omises » (c'est-à-dire : omises par les Livres de Samuel et les Livres des Rois).
Chroniques 1 retrace les événements de la Création du monde à la royauté de David.

## Résumé
Les chapitres 1 à 9 donnent les généalogies d'Adam à Saül. Le chapitre 10 raconte la mort de Saül. Les chapitres 11 à 22 racontent les événements du règne de David. Les chapitres 23 à 27 expliquent que Salomon fut fait roi et que les Lévites reçurent leurs fonctions. Le chapitre 28 explique que David commanda à Salomon de construire un temple. Le chapitre 29 relate la mort de David.

## Lien avec le Deuxième Livre des Chroniques
Le Deuxième Livre des Chroniques dépeint les évènements de la royauté d’Israël et surtout de Juda jusqu'à l'exil puis l'édit de Cyrus, en - 538, qui permet aux hébreux captifs de revenir chez eux.